# 1660 год
1660 (ты́сяча шестьсо́т шестидеся́тый) год  по григорианскому календарю — високосный год, начинающийся в четверг. Это 1660 год нашей эры, 10‑й год 6‑го десятилетия XVII века 2‑го тысячелетия, 1‑й год 1660‑х годов. Он закончился 365 лет назад.
| Пн | Вт | Ср | Чт | Пт | Сб | Вс |
|    |    |    | 1  | 2  | 3  | 4  |
| 5  | 6  | 7  | 8  | 9  | 10 | 11 |
| 12 | 13 | 14 | 15 | 16 | 17 | 18 |
| 19 | 20 | 21 | 22 | 23 | 24 | 25 |
| 26 | 27 | 28 | 29 | 30 | 31 |    |

| Пн | Вт | Ср | Чт | Пт | Сб | Вс |
|    |    |    |    |    |    | 1  |
| 2  | 3  | 4  | 5  | 6  | 7  | 8  |
| 9  | 10 | 11 | 12 | 13 | 14 | 15 |
| 16 | 17 | 18 | 19 | 20 | 21 | 22 |
| 23 | 24 | 25 | 26 | 27 | 28 | 29 |

| Пн | Вт | Ср | Чт | Пт | Сб | Вс |
| 1  | 2  | 3  | 4  | 5  | 6  | 7  |
| 8  | 9  | 10 | 11 | 12 | 13 | 14 |
| 15 | 16 | 17 | 18 | 19 | 20 | 21 |
| 22 | 23 | 24 | 25 | 26 | 27 | 28 |
| 29 | 30 | 31 |    |    |    |    |

| Пн | Вт | Ср | Чт | Пт | Сб | Вс |
|    |    |    | 1  | 2  | 3  | 4  |
| 5  | 6  | 7  | 8  | 9  | 10 | 11 |
| 12 | 13 | 14 | 15 | 16 | 17 | 18 |
| 19 | 20 | 21 | 22 | 23 | 24 | 25 |
| 26 | 27 | 28 | 29 | 30 |    |    |

| Пн | Вт | Ср | Чт | Пт | Сб | Вс |
|    |    |    |    |    | 1  | 2  |
| 3  | 4  | 5  | 6  | 7  | 8  | 9  |
| 10 | 11 | 12 | 13 | 14 | 15 | 16 |
| 17 | 18 | 19 | 20 | 21 | 22 | 23 |
| 24 | 25 | 26 | 27 | 28 | 29 | 30 |
| 31 |    |    |    |    |    |    |

| Пн | Вт | Ср | Чт | Пт | Сб | Вс |
|    | 1  | 2  | 3  | 4  | 5  | 6  |
| 7  | 8  | 9  | 10 | 11 | 12 | 13 |
| 14 | 15 | 16 | 17 | 18 | 19 | 20 |
| 21 | 22 | 23 | 24 | 25 | 26 | 27 |
| 28 | 29 | 30 |    |    |    |    |

| Пн | Вт | Ср | Чт | Пт | Сб | Вс |
|    |    |    | 1  | 2  | 3  | 4  |
| 5  | 6  | 7  | 8  | 9  | 10 | 11 |
| 12 | 13 | 14 | 15 | 16 | 17 | 18 |
| 19 | 20 | 21 | 22 | 23 | 24 | 25 |
| 26 | 27 | 28 | 29 | 30 | 31 |    |

| Пн | Вт | Ср | Чт | Пт | Сб | Вс |
|    |    |    |    |    |    | 1  |
| 2  | 3  | 4  | 5  | 6  | 7  | 8  |
| 9  | 10 | 11 | 12 | 13 | 14 | 15 |
| 16 | 17 | 18 | 19 | 20 | 21 | 22 |
| 23 | 24 | 25 | 26 | 27 | 28 | 29 |
| 30 | 31 |    |    |    |    |    |

| Пн | Вт | Ср | Чт | Пт | Сб | Вс |
|    |    | 1  | 2  | 3  | 4  | 5  |
| 6  | 7  | 8  | 9  | 10 | 11 | 12 |
| 13 | 14 | 15 | 16 | 17 | 18 | 19 |
| 20 | 21 | 22 | 23 | 24 | 25 | 26 |
| 27 | 28 | 29 | 30 |    |    |    |

| Пн | Вт | Ср | Чт | Пт | Сб | Вс |
|    |    |    |    | 1  | 2  | 3  |
| 4  | 5  | 6  | 7  | 8  | 9  | 10 |
| 11 | 12 | 13 | 14 | 15 | 16 | 17 |
| 18 | 19 | 20 | 21 | 22 | 23 | 24 |
| 25 | 26 | 27 | 28 | 29 | 30 | 31 |

| Пн | Вт | Ср | Чт | Пт | Сб | Вс |
| 1  | 2  | 3  | 4  | 5  | 6  | 7  |
| 8  | 9  | 10 | 11 | 12 | 13 | 14 |
| 15 | 16 | 17 | 18 | 19 | 20 | 21 |
| 22 | 23 | 24 | 25 | 26 | 27 | 28 |
| 29 | 30 |    |    |    |    |    |

| Пн | Вт | Ср | Чт | Пт | Сб | Вс |
|    |    | 1  | 2  | 3  | 4  | 5  |
| 6  | 7  | 8  | 9  | 10 | 11 | 12 |
| 13 | 14 | 15 | 16 | 17 | 18 | 19 |
| 20 | 21 | 22 | 23 | 24 | 25 | 26 |
| 27 | 28 | 29 | 30 | 31 |    |    |

## События
- 1601—1661 — Голландско-португальская война. Вооружённый конфликт, в котором голландские Ост-Индская и Вест-Индская компании воевали по всему миру против Португальской империи[1].
- 1618—1683 — маньчжурское завоевание Китая. Процесс распространения власти маньчжурской империи Цин на территорию, принадлежавшую китайской империи Мин[2].
- 1640—1668 — Война за независимость Португалии. Серия народных волнений, конфликтов и военных действий, направленных на восстановление Португалией независимости от испанской короны[3].
- 1645—1669 — Критская война. Война Османской империи с Венецианской республикой за богатое заморское владение Венеции остров Крит[4].
- 1654—1660 — закончилась Англо-испанская война. Вооружённый конфликт между Англией эпохи Протектората и Испанией за торговое господство в Вест-Индии и обладание островами Ямайка и Испаньола[5].
- 1654—1667 — Русско—польская война[6].
- 1655—1660 — закончился Шведский потоп. Вторжение Швеции в Речь Посполитую (Королевство Польское и Великое Княжество Литовское), причинившее этому государственному образованию ощутимый урон[7].
  - 1655—1660 — осада Данцига[8].
  - Февраль — осада Могилёва-Подольского[7].
- 1655—1660 — закончилась Северная война между Швецией и Речи Посполитой[9].
  - 1655—1660 — Померанский театр войны. Боевые действия затрагивающие Шведскую Померанию (часть Северной войны)[10].
  - 1655—1660 — Норвежский театр войны (часть Северной войны)[11].
  - 3 мая — Оливский мир, закончивший Первую Северную войну. Речь Посполитая признала присоединение к Швеции Северной Лифляндии[12].

- 1658—1660 — окончание Датско—шведской войны[13].
  - 27 мая — Копенгагенский мир Швеции с Данией. Швеция получила Сконе, Блекинге, Халланд, но вернула Дании Борнхольм и Тронхейм. Отменён запрет на допуск в Балтийское море судов не скандинавских стран[13].

- 1659—1660 — закончилось антииранское восстание в Дагестане. Крупное восстание против экспансии Сефевидского государства в Тарковском шамхальстве, Кайтагском уцмийстве, Эндиреевском княжестве[14].
- 1660—1664 — началась Австро-турецкая война[15].
- 1660 — начало междуцарствия в Имеретии.
- Эмиры Шихабы, вассалы и союзники Маанов, подстрекали дамаскинцев против паши. Вторжение войск дамасского паши Ахмеда Кёпрюлю (сына великого везира) в Ливан. Турки и йемениты заняли и сожгли столицу Маанов Дейр-эль-Камар и резиденции Шихабов Рашею (Рашайю) и Хасбею (Хасбайю). Кайситские эмиры отступили в горы.
- Арабы восточного побережья Африки призвали на помощь против португальцев арабов Маската.
- Книга Паскаля «Провинциальные письма» признана еретической, янсенистской и публично сожжена.

### Англия
- 4 апреля — Чарльзом Стюартом, сыном покойного короля Карла I, была подписана Бредская декларация, обещающая амнистию, свободу совести и выплату армейской задолженности в обмен на поддержку Реставрации Монархии[16].
- 4 апреля — Карл II обещал политическую амнистию, сохранение собственности на приобретённые имущества.  вступил в переговоры с Карлом II и его двором в Бреде (Брабант, Нидерланды).
- 25 апреля — решение Учредительного парламента (конвента) о возвращении английского престола Стюартам.
- 1 мая — в новом парламенте Англии зачитана Бредская декларация[16].
- Конец мая — Карл II торжественно вступил в Лондон. Он подтвердил важнейшие конституционные акты. Правительство возглавил граф Кларендон. Новый «Навигационный акт».
- 29 мая — король Англии Карл II прибывает в Лондон и вступает на трон, что знаменует начало Реставрации Англии.[17]
- Около 1660 — вспышка бубонной чумы в Англии.

### Дания
- Фредерику III на собрании сословий в Копенгагене удалось отменить манифест ограничивающий его власть[18].
- Риксдаг в Дании (представители сословий, кроме крестьян). Отмена ряда дворянских привилегий[18].

## Русское государство
Царствование: 1645—1676 — Алексей Михайлович
- 1654—1667 — Русско-польская война[19].
  - 3 (13) января — войско И.А. Хованского штурмом взяло г. Берестье (Брест)[6].
  - Январь—октябрь — переговоры с Речью Посполитой о мире в г. Борисов[20].
  - 20 (30) марта — русское войско осадило Ляховичи, установив контроль над территорией ВКЛ[6].
  - 3 мая — подписание Оливского мира со Швецией позволило Речи Посполитой перебросить в ВКЛ военные силы и остановить дальнейшее продвижение русских войск[6].
  - 18 (28) июня — битва под Полонкой[21]. Основная часть войска И.А. Хованского близ местечка Полонка (сов. д. Барановического р-на, Брестской обл), была разбита отрядами С. Чарнецкого и войском гетмана П.Я. Сапеги[6].
  - 6 (16) июля — войско Хованского отступило в Полоцк[6].
  - Июль — русские гарнизоны Борисова, Вильно, Могилёва выдержали осаду польско-литовских войск, а Шклов был ими взят[6].
  - Лето — крымский хан Мехмед IV Герай направил в поход нурадина Мурад-Гирея и царевича Сафа-Гирея (с войском от 30 до 40 тыс. чел.) против Русского государства[22].
  - Август — крымское войско соединилось с регулярным войском Речи Посполитой под командованием великого гетмана коронного С. Потоцкого и польского гетмана коронного Е.С. Любомирского[22].
  - Август — неудачный поход В.Б. Шереметева из Киева на Львов при поддержке нового гетмана Ю.Б. Хмельницкого[6].
  - Сентябрь — Поражение русского войска от польско-крымских сил в битве под Чудновом[23].
  - 6 (16) —16 (26) сентября — битва под Любаром[19].
  - 28 сентября (8 октября) — сражение (ряд сражений) в районе реки Бася[6].
  - Сентябрь—октябрь — Юрий Богданович Хмельницкий, командуя Войском запорожским, близ местечка Слободищи на р. Гнилопять был блокирован войском Речи Посполитой, после чего вновь принял польско-литовское подданство[23].
  - Сентябрь—октябрь — русское войско под командованием Долгорукова Юрия Алексеевича разгромило войско гетмана П. Сапеги у села Губарево под Могилёвым[24].
  - Октябрь — русские войска отразили атаку польско-литовских сил и сохранили войско благодаря умелым действиям и помощи воеводы Хованского Ивана Андреевича[24].
  - 7—8 октября — битва под Слободищем[19].
  - 7 (17) октября — Юрий Хмельницкий подписал Слободищенский трактат с Речью Посполитой, по которому обязался воевать с Русским государством и не нападать на Крымское ханство[6].
  - Октябрь — казаки Левобережья не признали Слободищенский трактат, сочли Хмельницкого изменником, вынудив его бежать на Правобережье, где он стал фактически первым гетманом Правобережной Украины (до 1662 года)[25].
  - Конец года — русская армия ушла на зимние квартиры в Смоленский уезд[6].
- 1670—1676/77 —  Юрий Хмельницкий находился в плену у Белгородской орды. Отказавшись от выкупа на средства гетмана П.Д. Дорошенко, был продан в Крымское ханство, а после в Османскую империю. Содержался в крепости Едикуль близ Константинополя[23].
- Иванов Ларион Иванович послан царским гонцом в Речь Посполитую[26].
- Церковный собор, созванный по инициативе царя и состоявший из русских иерархов, предложил лишить Никона патриаршего сана, но это не осуществилось ввиду разномыслия среди участников Собора (см. также 1658 и 1667 года)[27].
- Ордин-Нащокин Афанасий Лаврентьевич, после подписания Оливского мира, стал выступать за русско-польский союз против Швеции, а также против Крымского ханства и Османской империи. Утверждал, что союз с Речью Посполитой гарантирует Русскому государству защиту от набегов крымских татар, позволит установить протекторат над Валашским и Молдавским княжествами, даст возможность русскому царю покровительствовать православному населению польско-литовского государства[28].
- 1660—1664 — Хабаров Ерофей Павлович жил на Чечуйском волоке "за приставы" в связи с попыткой якутского воеводы Голенищева-Кутузова Ивана Фёдоровича Большого взыскать с него долг за Амурские походы (1649-1650 и 1650-1653)[29].
- 1660—1662 — землепроходец Иванов Курбат Афанасьевич обследовал около 1500 км. северо-западного побережья Анадырского залива Берингова моря на Чукотке, открывший там залив Креста[30].
- Пожалованы окольничеством: Милославский Иван Михайлович[31], Щербатый Осип Михайлович[32].
- Пожалован боярством: Репнин Иван Борисович[32].
- Местничество:
  - Колтовский Фёдор Иванович и Волконский Фёдор Фёдорович[33].
  - Отрослев Фёдор и Остафьев Денис[33].
  - Волынский-Щепин Михаил Петрович и Долгорукий Юрий Алексеевич Чертёнок[33].
  - Щербатый Константин Осипович и Долгорукий Юрий Алексеевич[33].
  - Ртищев Максим Григорьевич против Сукин Осип Иванович и Змеев Семён Данилович[33].

### Города и поселения
- Основано село Андреевка, в Великоновосёлковском районе, Донецкая область. В 1795—1797 годы шло строительство церкви Рождества Пресвятой Богородицы, одной из старейших деревянных церквей в восточной Украине.
- Перестроена деревянная крепость (острог) в г. Ефремов (см. 1637 год)[34].
- 1659—1660 — достраивался Катайских острог (см. 1655 год), но в этом же году сожжён башкирами, после чего сразу же восстановлен[35].

### Руководители приказов
| Года      | Приказ             | Ф,И,О главы                  | Примечания            |
| --------- | ------------------ | ---------------------------- | --------------------- |
| 1652—1664 | Новая четверть     | Хитрово Богдан Матвеевич     |                       |
| 1654—1680 | Оружейная палата   | Хитрово Богдан Матвеевич     |                       |
| 1658—1666 | Ствольный приказ   | Хитрово Богдан Матвеевич     | Первый раз: 1652-1653 |
| 1656-1664 | Большого дворца    | Ртищев Фёдор Михайлович      |                       |
| 1648-1665 | Стрелецкий приказ  | Милославский Илья Данилович  |                       |
| 1648-1666 | Большой казны      | Милославский Илья Данилович  |                       |
| 1649-1667 | Аптекарский приказ | Милославский Илья Данилович  | Боярин                |
| 1659-1662 | Рейтарский приказ  | Милославский Илья Данилович  | Первый раз: 1650-1658 |
| 1656-1666 | Счётный приказ     | Милославский Илья Данилович  |                       |
| 1660-1662 | Челобитный приказ  | Милославский Иван Михайлович |                       |
| 1653-1667 | Посольский приказ  | Иванов Алмаз Иванович        |                       |
| 1654-1669 | Печатный приказ    | Иванов Алмаз Иванович        |                       |
| 1656-1661 | Пушкарский приказ  | Долгоруков Юрий Алексеевич   | Первый раз: 1650-1654 |
| 1630-1661 | Разрядный приказ   | Гавренёв Иван Афанасьевич    | Окольничий            |
| 1656-1664 | Тайных дел         | Башмаков Дементий Минич      |                       |

#### Воеводы[41]
| Года      | Город     | Ф,И,О воеводы                      | Примечания            |
| --------- | --------- | ---------------------------------- | --------------------- |
| 1656-1661 | Албазин   | Пашковы: Афанасий и Еремей         |                       |
| 1658-1660 | Астрахань | Львов Дмитрий Петрович             | Боярин                |
| 1660-1663 | Астрахань | Черкасский Григорий Сунчалеевич    | Боярин                |
| 1660      | Болхов    | Беклемишев Феодосей                |                       |
| 1660      | Белгород  | Ромодановский Григорий Григорьевич | До этого: 1656 и 1658 |

## Начало правления
См. также: Список глав государств в 1660 году
- 1660—1697 — король Швеции Карл XI.
- 1660—1685 — король Англии Карл II.

## Родились
См. также: Категория:Родившиеся в 1660 году
- Булавин, Кондратий Афанасьевич — русский казачий атаман, предводитель Булавинского восстания 1707—1709 гг.

## Скончались
См. также: Категория:Умершие в 1660 году
- 13 февраля — Карл X Густав, шведский король[13].
- Веласкес, Диего Родригес — испанский художник.
- Хендрик ван Хёрет — голландский математик.